# Homaluroides gramineus
Homaluroides gramineus är en tvåvingeart som först beskrevs av Daniel William Coquillett 1898.  Homaluroides gramineus ingår i släktet Homaluroides och familjen fritflugor.
Artens utbredningsområde är Kalifornien. Inga underarter finns listade i Catalogue of Life.